# Edward Jürgens
Edward Jürgens (* 11. Oktober 1824 in Płock; † 3. August 1863 in Warschau) war ein polnischer Freiheitskämpfer deutscher Abstammung, Teilnehmer des Januaraufstandes 1863/1864, Anführer der Warschauer „Millener“-Gruppe. Er war Mitglied der Evangelisch-Augsburgischen Kirche.

## Leben
Er war Sohn des deutschen Zimmermannes Heinrich Jürgens aus Holstein und Anna geb. Krüger, Witwe eines Glasermeisters. Edward besuchte das Gymnasium in Płock. Nach dem Abitur als politisch verdächtig wurde er seit 1847 von der russischen Polizei bespitzelt. Er studierte an der Kaiserlichen Universität Dorpat, nach dem beendeten Studium 1852 ließ er sich in Warschau nieder. 
Er war Befürworter der Organischen Arbeit und Gegner des bewaffneten Widerstandes. Er förderte die Abschaffung der Leibeigenschaft der Bauern und die Autonomie von Kongresspolen innerhalb des russischen Imperiums.
Nach dem Beitritt der Millener-Gruppe zur liberalen Partei der „Weißen“ wurde er Mitglied des Vorstandes dieser Partei. 1859 wurde er Mitglied eines Komitees zur Vorbereitung eines bewaffneten Aufstandes, 1863 unterstützte er den Januaraufstand.
Während des Aufstandes wurde er von den Russen verhaftet und starb in der Nacht vom 2. August  zum 3. August 1863 im Zehnten Pavillon der Warschauer Zitadelle. 
Er wurde zuerst auf dem Powązki-Friedhof, dann auf dem Evangelisch-Augsburgischen Friedhof bestattet.

## Bibliografie
- Polski Słownik Biograficzny t. XI, Wrocław-Warszawa-Kraków 1964–1965.
- Alexander Kraushar: Edward Jürgens : karta z dziejów 1863 roku: Warszawa : 1907